# 馬里昂 (紐約州普查規定居民點)
馬里昂（英語：Marion）是位於美國紐約州韋恩縣的普查規定居民點。

## 人口
根據2020年美國人口普查的數據，馬里昂的面積為7.92平方千米，當中陸地面積為7.91平方千米，而水域面積為0.01平方千米。當地共有人口1432人，而人口密度為每平方千米180.81人。